# 官渡镇 (赤水市)
官渡镇，是中华人民共和国贵州省遵义市赤水市下辖的一个乡镇级行政单位。

## 行政区划
官渡镇下辖以下地区：
萃华社区、新华村、和平村、龙宝村、渔湾村、五里村、金宝村、仙鹤村、玉皇村和桂花村。